# 中國學園大學
中國學園大學（日語：中国学園大学）是位於日本岡山縣岡山市的私立大學。其前身為1885年7月成立的中國女子短期大學，2002年，改編“中國學園大學”。
中国短期大学與該校并設。

## 歷史沿革
- 1962年：中國女子短期大學創立
- 2002年： 中國學園大學 成立

## 教學部・學科
- 現代生活學部
  - 新聞學科

## 校園設施
- 設施設備

本館　1～12号館　圖書館　体育館　網球場　運動場　光風樓（學生樓）

## 校園生活
- 大学祭 白鷺祭（10月）

## 附近交通
- 山陽本線 庭瀬站步行約13分鐘

## 外部連結
- 中國學園大學（日文）（页面存档备份，存于）